# Ijoen
Ijoen (auch: Igoen) ist ein langgestrecktes Motu im Osten des Arno-Atolls der pazifischen Inselrepublik Marshallinseln.

## Geographie
Ijoen liegt in der Ostecke der Arno Main Lagoon. Das Motu ist sehr langgestreckt und zieht sich s-förmig vom Ostzipel der Lagune nach Süden. Im nördlichen Drittel der Insel liegt der Ort Kolalen (Kolol'-en', Kölöl'-en'). Die Insel zieht sich weit nach Süden und mit den anschließenden Inseln Wodena und Autle zieht sich der Riffsaum direkt bis zum Southeast Point der Insel Ine, wo er dann wieder nach Westen umbiegt.